# Phragmatobia approximata-intermedia
Phragmatobia approximata-intermedia là một loài bướm đêm thuộc phân họ Arctiinae, họ Erebidae.